# Сарниківська сільська рада
| Сарниківська сільська рада — орган місцевого самоврядування у Рогатинському районі Івано-Франківської області з адміністративним центром у с. Сарники. Історична дата утворення: в 1965 році. Сільській раді підпорядковані населені пункти: - с. Сарники - с. Діброва - с. Заливки |

## Склад ради
Рада складається з 16 депутатів та голови.

### Керівний склад ради
| ПІБ                       | Основні відомості                                                                                  | Дата обрання | Дата звільнення |
| ------------------------- | -------------------------------------------------------------------------------------------------- | ------------ | --------------- |
| Різник Михайло Теодорович | Сільський голова, 1958 року народження, освіта, член народної партії                               | 26.03.2006   | 31.10.2010      |
| Туз Іван Євстахович       | Сільський голова, 1953 року народження, освіта вища, член Всеукраїнського об'єднання 'Батьківщина' | 31.10.2010   |                 |

Примітка: таблиця складена за даними джерела